# Duomo di Merano
La chiesa di San Nicolò o duomo di Merano è il duomo della città di Merano. Sorge nel mezzo del centro storico al termine dei portici.

## Storia
Nonostante sia molto probabile che Merano disponesse di una chiesa fin dalla sua fondazione nel 1170, i primi documenti al riguardo risalgono solo al 1266. All'epoca la chiesa era dedicata a San Nicolò e a San Pietro da Verona: inoltre, trovandosi sulla riva destra del Passirio, fino al XVII secolo fece parte della diocesi di Coira e fu alle dipendenze della parrocchiale di Tirolo.
Vista la crescente importanza di Merano sia dal punto di vista politico che commerciale, nel 1302 il vescovo di Coira, Sigfrido, promosse il suo ampliamento. I lavori furono molto costosi e durarono più di un secolo e mezzo. Nel 1367 venne consacrato il nuovo coro, ricostruito in forme gotiche degli scalpellini di Rottweil dopo l'abbattimento di quello preesistente in stile tardo romanico. In seguito fu ricostruita l'aula, che divenne a tre navate e fu ruotata rispetto all'asse del coro. La copertura venne realizzata nel 1450-1460 da Stefan Tobler di Burghausen che costruì le volte a crociera gotiche sorrette da pilastri rotondi.
Il campanile, alto 83 metri, è uno dei più imponenti dell'Alto Adige. La sua costruzione richiese quasi tre secoli e si sviluppò in più fasi: i tre piani più bassi furono realizzati tra il XV e il XVI secolo. Nel 1617 fu costruita la cosiddetta "calotta all'italiana", cioè il corpo ottagonale con la cupola realizzato dal comasco Giovanni Bosacchi. I lavori furono probabilmente diretti da Francesco Lucchese, allora attivo a Merano.
Nel 1848 il cimitero che circondava la chiesa fu trasferito dietro alla chiesa di Santo Spirito, al posto degli attuali giardini Marconi. Una decina di lastre tombali, risalenti per lo più al Cinquecento, furono lasciate sui muri della chiesa come ricordo.
Nel 1887 fu effettuato un importante restauro ad opera del viennese Friedrich von Schmidt, che volle ripristinarne l'aspetto gotico della chiesa rimuovendo le modifiche barocche.

## Struttura

### Esterno
La facciata della chiesa, rivolta a ovest e perpendicolare alla piazza, è costituita da un portale strombato, circondato da una più ampia arcata, e sormontato dal rosone. Il timpano è decorato da una serie di nicchie disposte su tre livelli. A destra del portale si trova un affresco che ritrae il trasporto della croce: è opera di Conrad Waider e risale al 1500 anche se fu restaurato nel 1896 da Alfons Silber.
La decorazione del lato destro della chiesa che dà verso la piazza e i portici è molto curata e vi si trova il portale gotico del 1430-1440 che, pur essendo una porta laterale, è la principale via d'accesso alla chiesa. Esso presenta una forma strombata e accoglie le statue della Madonna con il Bambino, di Gesù Giardiniere e dei Santi Pietro Bartolomeo Maria Maddalena e Andrea. In un'edicola vicina è posta la statua di San Nicola del XIV secolo, seguita dal secondo portale che dà sulla piazza sormontato dall'affresco di San Cristoforo, ridipinto nel 1896 da Alfons Silber.
Procedendo lungo il lato sud si trova il campanile, la cui principale caratteristica è l'arco a sesto acuto sul quale si erge. All'interno del voltone sono presenti due affreschi: il primo ritrae un pellegrino immerso in un bosco che prega davanti alla croce indicatogli un orientale: risale al 1413 ed è probabilmente opera del maestro boemo Venceslao, autore anche degli affreschi della cappella del cimitero di Rifiano (1415) e forse del ciclo della torre dell'Aquila a Trento. Sempre opera Venceslao è l'altro affresco del voltone, purtroppo sbiadito, che ritrae i santi Barbara, Floriano, Leonardo, Cristoforo, Caterina e la rappresentazione della pietà.
Il coro trecentesco a dieci lati è decorato da contrafforti che si alternano a finestroni ogivali chiusi da vetrate colorate risalenti al XV secolo ed opera di maestranze sveve. Esso rappresenta uno dei massimi esempi di gotico tirolese. Sul lato sud si erge inoltre la piccola torre poligonale della scala che permette l'accesso al campanile.

### Interno

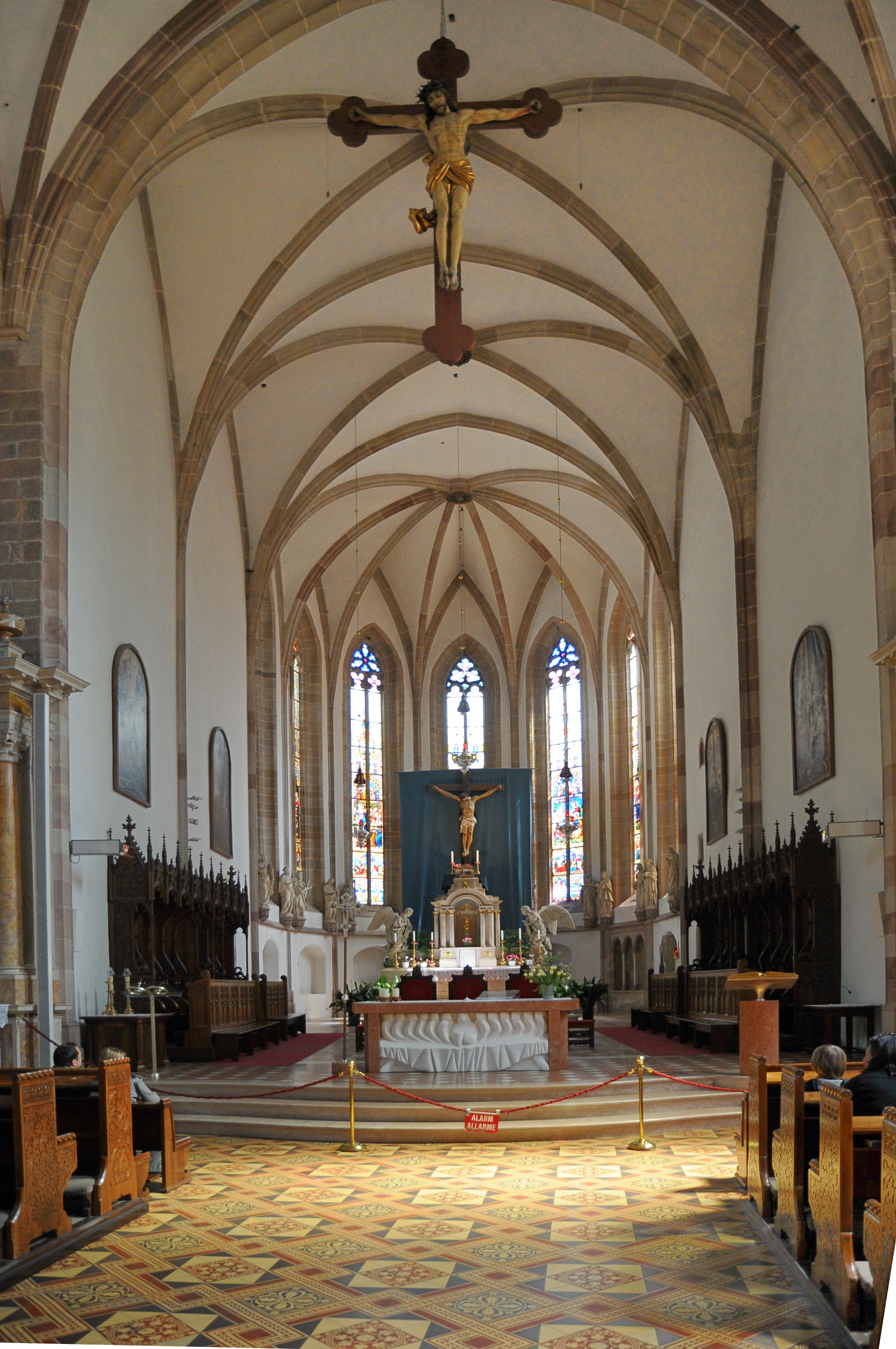
Il coro

L'interno è costituito da un'aula a tre navate separate da pilastri circolari che sostengono le volte gotiche con nervature. Il coro è illuminato da finestroni tra i quali sono poste delle statue raffiguranti gli Apostoli, il Salvatore, la Madonna, i Santi Pietro e Paolo nonché la Santa Croce: tutte sono opere della famiglia di scultori Pendl e risalgono al XIX secolo. Sul retro della facciata si erge la cantoria, che occupa tutte e tre le navate ed è stata costruita nel 1670-1671 da Giacomo e Francesco Delai.
La chiesa originariamente possedeva un altare maggiore a portelle del 1450, di cui oggi rimane solo la statua di San Nicolò accanto all'arco trionfale. Nel 1682 fu commissionata una nuova pala d'altare a Mathias Pussjäger (1654-1734) che rappresentava l'ascensione di Maria. Essa fu venduta alla chiesa di Lana di Sotto, quando l'altare venne sostituito da quelli progettati da Jakob Ulrich Pirchstaller e decorati con statue di santi e con le tre pale opere di Martin Knoller (1725-1804). Nel 1887, a seguito del restauro di von Schmidt, l'altare maggiore venne rimosso e il coro fu ristrutturato in forme tardogotiche con la riapertura di alcuni finestroni, la costruzione degli stalli e l'installazione di nuove vetrate decorate con le storie di Maria e della vita di San Nicolò. Due di queste sul lato sud, una con l'arciduca Sigismondo il Danaroso e l'altra con una rappresentazione della Trasfigurazione, risalgono rispettivamente al 1483 e al 1493 e provengono dalla chiesa di Santo Spirito.
L'altare a portelle posto nella navata nord fu acquistato nel 1888 e proviene dalla chiesa di San Medardo a Tarces. È attribuito alla bottega di Hans Schnatterpeck e contiene le statue di San Medardo e San Giovanni Battista. Le portelle sono decorate all'interno con rilievi dei Santi Giorgio e Maurizio e all'esterno con dipinti raffiguranti l'Evangelista Giovanni e San Sebastiano. Nella predella vi è un rilievo della Pietà.